# Terpna haemataria
Terpna haemataria är en fjärilsart som beskrevs av Herrich-Schäffer 1854. Terpna haemataria ingår i släktet Terpna och familjen mätare. Inga underarter finns listade i Catalogue of Life.